# Dollbyz Rodríguez
Dollbyz Asdrubal Rodríguez (Barinas, Estado Barinas, Venezuela; 11 de marzo de 1984) es un futbolista venezolano que juega como defensa en Hermanos Colmenárez de la Primera División de Venezuela.
- Datos: Q5812463